# Mortes em junho de 2015
Mortes em 2015: ← Janeiro – Fevereiro – Março – Abril – Maio – Junho – Julho – Agosto – Setembro – Outubro – Novembro – Dezembro →
Esta é uma relação de pessoas notáveis que morreram durante o mês de junho de 2015, listando nome, nacionalidade, ocupação e ano de nascimento.

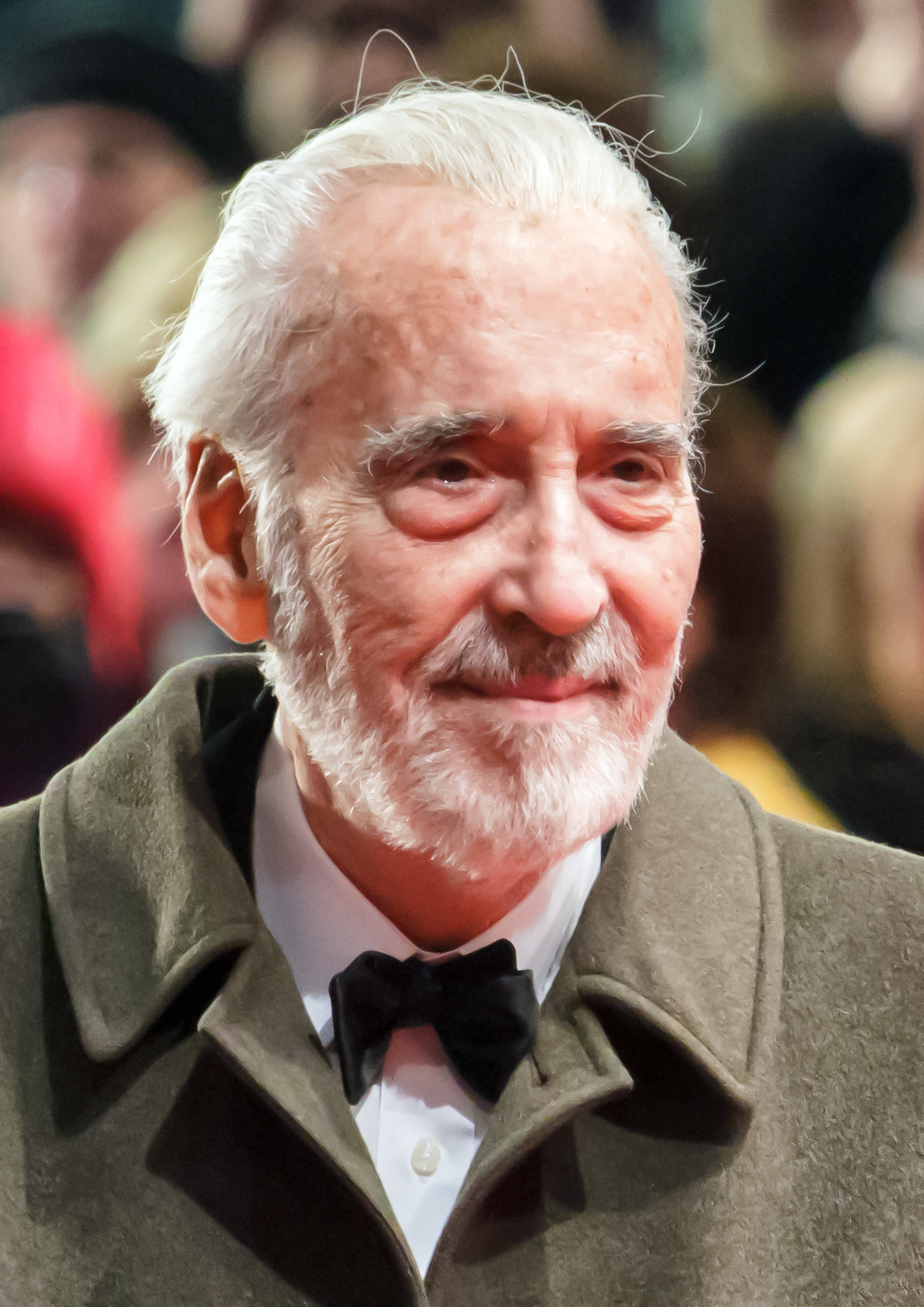
Christopher Lee, ator britânico

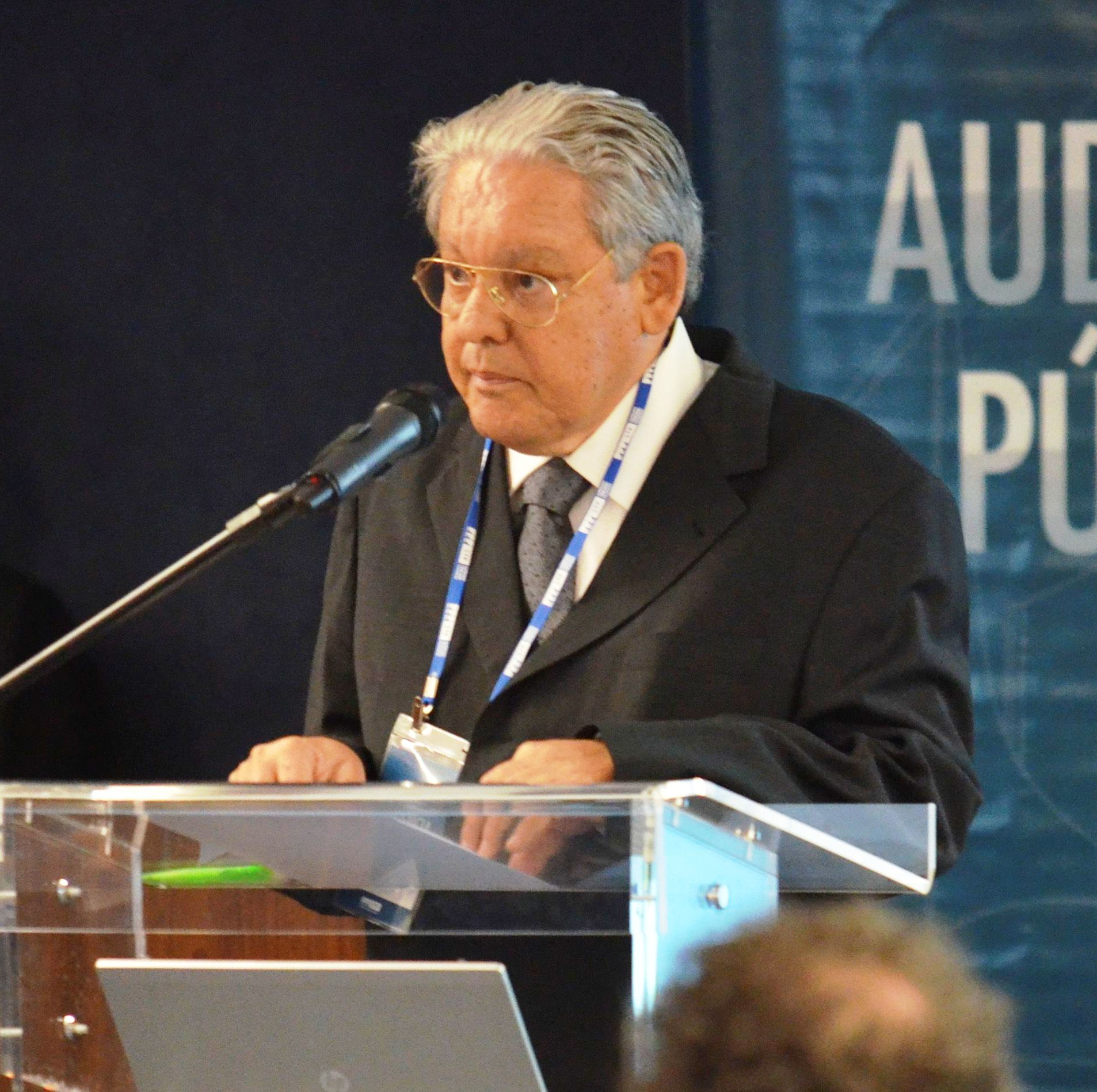
Fernando Brant, compositor brasileiro

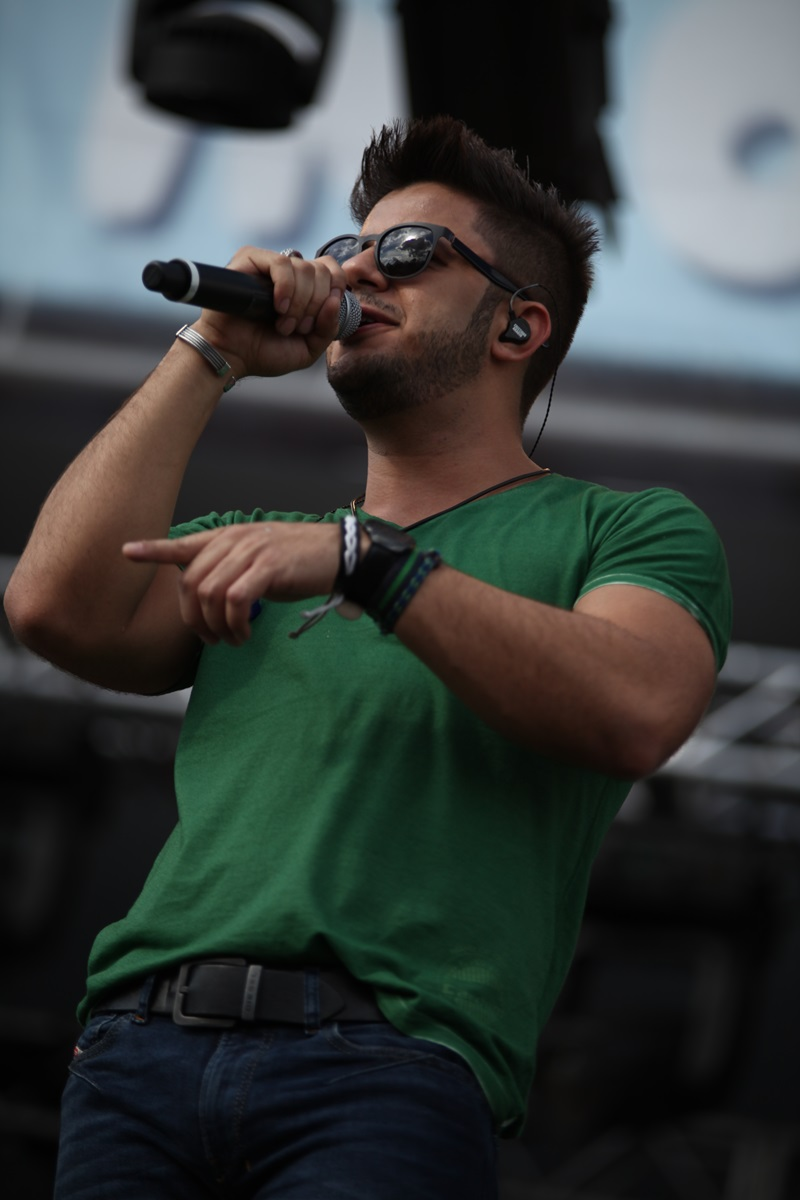
Cristiano Araújo, cantor brasileiro

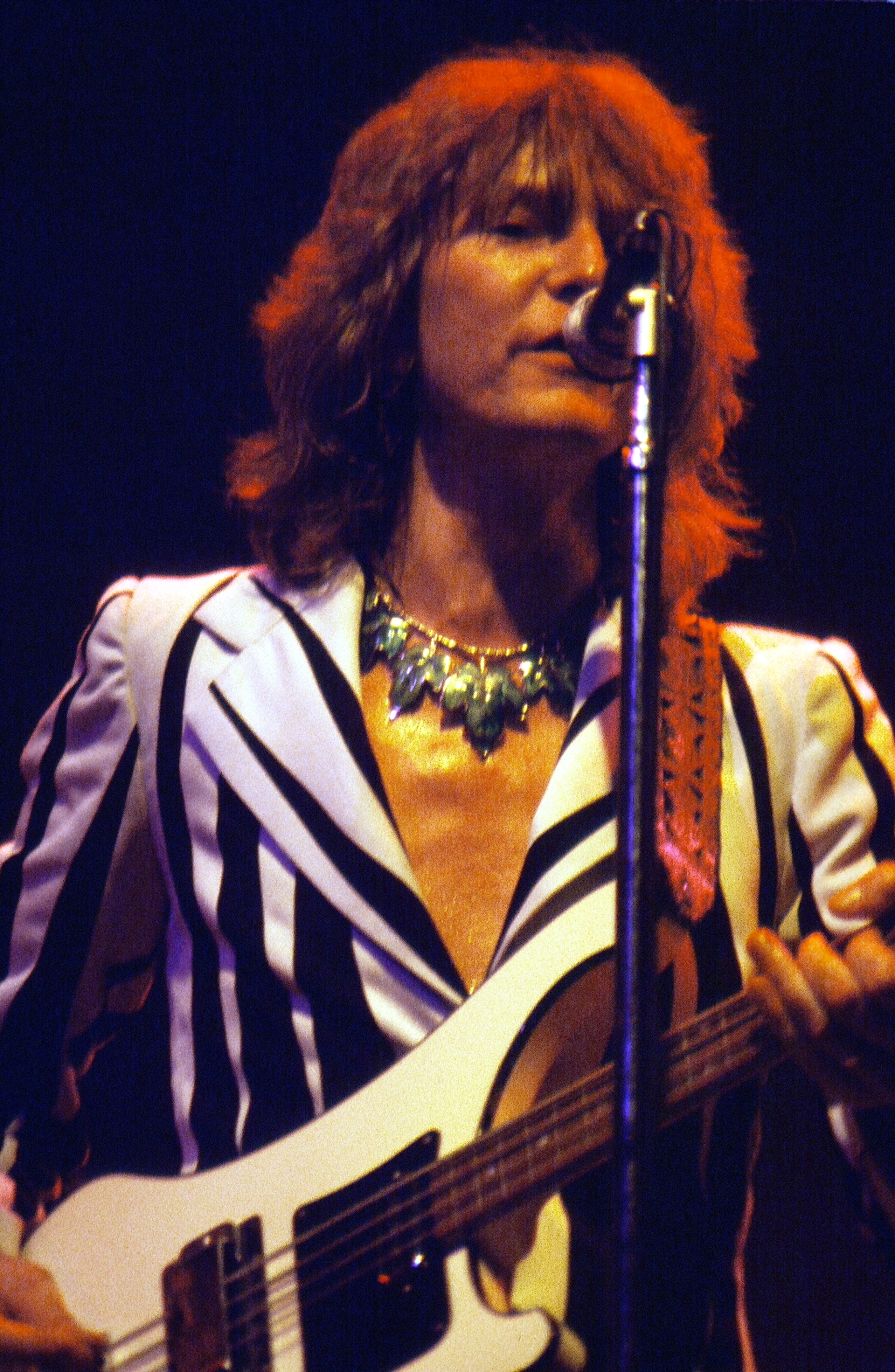
Chris Squire, baixista britânico

| Dia | Nome                              | Profissão ou motivo de reconhecimento   | País de nascimento        | Ano de nasc. | Ref           |
| --- | --------------------------------- | --------------------------------------- | ------------------------- | ------------ | ------------- |
| 1   | Jacques Parizeau                  | Economista e político                   | Canadá                    | 1930         | [ 1 ]         |
| 1   | Jean Ritchie                      | Cantora                                 | Estados Unidos            | 1922         | [ 2 ]         |
| 1   | Nicholas Liverpool                | Ex-presidente                           | Dominica                  | 1934         | [ 3 ]         |
| 2   | Irwin Rose                        | Biologista                              | Estados Unidos            | 1926         | [ 4 ]         |
| 2   | Fernando 'Lasama' de Araújo       | Político                                | Timor-Leste               | 1963         | [ 5 ]         |
| 3   | Horst Brandstätter                | Empresário                              | Alemanha                  | 1933         | [ 6 ]         |
| 4   | Leônidas Pires Gonçalves          | Militar                                 | Brasil                    | 1921         | [ 7 ]         |
| 4   | Bengt Berndtsson                  | Futebolista                             | Suécia                    | 1933         | [ 8 ]         |
| 4   | Hermann Zapf                      | Designer tipográfico                    | Alemanha                  | 1918         | [ 9 ]         |
| 5   | Tariq Aziz                        | Político                                | Iraque                    | 1936         | [ 10 ]        |
| 6   | Pierre Brice                      | Ator                                    | França                    | 1929         | [ 11 ]        |
| 6   | Ludvík Vaculík                    | Jornalista e escritor                   | Chéquia                   | 1926         | [ 12 ]        |
| 7   | António Manuel Baptista           | Físico e divulgador de ciência          | Portugal                  | 1924         | [ 13 ]        |
| 7   | Christopher Lee                   | Ator                                    | Inglaterra                | 1922         | [ 14 ]        |
| 8   | Aldo da Rosa                      | Engenheiro                              | Brasil                    | 1917         | [ 15 ] [ 16 ] |
| 9   | Nuno Melo                         | Ator                                    | Portugal                  | 1960         | [ 17 ] [ 18 ] |
| 9   | Jean Gruault                      | Ator e roteirista                       | França                    | 1924         | [ 19 ]        |
| 9   | James Last                        | Músico                                  | Alemanha                  | 1929         | [ 20 ]        |
| 9   | José Wellington Landim            | Político                                | Brasil                    | 1955         | [ 21 ]        |
| 11  | Ron Moody                         | Ator                                    | Inglaterra                | 1924         | [ 22 ]        |
| 11  | Ornette Coleman                   | Compositor e saxofonista                | Estados Unidos            | 1930         | [ 23 ]        |
| 11  | Dusty Rhodes                      | Lutador profissional                    | Estados Unidos            | 1945         | [ 24 ]        |
| 12  | José Messias                      | Cantor, compositor, radialista e jurado | Brasil                    | 1928         | [ 25 ] [ 26 ] |
| 12  | Fernando Brant                    | Compositor e escritor                   | Brasil                    | 1946         | [ 27 ]        |
| 14  | Zito                              | Futebolista                             | Brasil                    | 1932         | [ 28 ]        |
| 15  | Kirk Kerkorian                    | Empresário                              | Estados Unidos            | 1917         | [ 29 ]        |
| 16  | Olacyr de Moraes                  | Empresário                              | Brasil                    | 1931         | [ 30 ]        |
| 17  | Süleyman Demirel                  | Ex-presidente                           | Turquia                   | 1924         | [ 31 ]        |
| 17  | Roberto Marcelo Levingston        | Militar e ex-presidente                 | Argentina                 | 1920         | [ 32 ]        |
| 17  | Jeralean Talley                   | Supercentenária                         | Estados Unidos            | 1899         | [ 33 ]        |
| 17  | António Garcia                    | Designer                                | Portugal                  | 1925         | [ 34 ]        |
| 17  | Antonio Paes de Andrade           | Político                                | Brasil                    | 1927         | [ 35 ]        |
| 19  | Jack Aeby                         | Engenheiro e fotógrafo                  | Estados Unidos            | 1923         | [ 36 ]        |
| 20  | Angelo Niculescu                  | Futebolista e treinador                 | Roménia                   | 1921         | [ 37 ]        |
| 20  | Teresa Pais                       | Jornalista                              | Portugal                  | 1967         | [ 38 ]        |
| 21  | Gunther Schuller                  | Maestro e compositor                    | Estados Unidos            | 1925         | [ 39 ]        |
| 21  | Agnelo Alves                      | Jornalista e político                   | Brasil                    | 1932         | [ 40 ]        |
| 22  | Laura Antonelli                   | Atriz                                   | Itália                    | 1941         | [ 41 ]        |
| 22  | Carlinhos                         | Futebolista e treinador                 | Brasil                    | 1937         | [ 42 ]        |
| 22  | James Carnegie, 3.º Duque de Fife | Nobre                                   | Escócia                   | 1929         | [ 43 ]        |
| 22  | James Horner                      | Compositor e músico                     | Estados Unidos            | 1953         | [ 44 ]        |
| 23  | Magali Noël                       | Atriz e cantora                         | Turquia/ França           | 1932         | [ 45 ] [ 46 ] |
| 23  | Marujita Díaz                     | Atriz                                   | Espanha                   | 1932         | [ 47 ]        |
| 24  | Cristiano Araújo                  | Cantor                                  | Brasil                    | 1986         | [ 48 ]        |
| 24  | Nico Fagundes                     | Poeta, compositor, ator e advogado      | Brasil                    | 1934         | [ 49 ]        |
| 24  | Walter Browne                     | Enxadrista e jogador de pôquer          | Austrália/ Estados Unidos | 1949         | [ 50 ]        |
| 24  | Pedro Camargo                     | Cineasta e professor                    | Brasil                    | 1941         | [ 51 ]        |
| 25  | Patrick Macnee                    | Ator                                    | Estados Unidos            | 1922         | [ 52 ]        |
| 25  | Clóvis Bueno                      | Cineasta, ator e diretor de arte        | Brasil                    | 1940         | [ 53 ]        |
| 25  | Anna Lydia Pinho do Amaral        | Médica                                  | Brasil                    | 1931         | [ 54 ]        |
| 26  | Matti Makkonen                    | Engenheiro                              | Finlândia                 | 1952         | [ 55 ]        |
| 27  | Chris Squire                      | Baixista                                | Inglaterra                | 1948         | [ 56 ]        |
| 27  | Maria de Lourdes Levy             | Médica                                  | Portugal                  | 1921         | [ 57 ]        |
| 29  | Josef Masopust                    | Futebolista e treinador                 | Chéquia                   | 1931         | [ 58 ] [ 59 ] |
| 29  | Leonard Starr                     | Cartunista                              | Estados Unidos            | 1925         | [ 60 ] [ 61 ] |